# Nureddin al-Atassi
Noureddin Mohammed Ali al-Atassi (en árabe: نور الدين بن محمد علي الأتاسي‎; Homs, Siria, 11 de enero de 1929-Neuilly-sur-Seine, 2 de diciembre de 1992) fue un político sirio que fue el 17° presidente de Siria desde 1966 hasta su derrocamiento en 1970.
Procedente de la familia Atassi, este miembro e ideólogo se desempeñó repetidamente como Ministro del Interior en gobiernos formados por el Baaz. De mayo a octubre de 1964, como miembro del Consejo Presidencial de la República Árabe Siria; de octubre de 1964 a septiembre de 1965 como vice primer ministro; desde febrero de 1966 como jefe de Estado (sin embargo, muchos creen que fue utilizado por Salah Jedid); desde el 29 de octubre de 1968 como también primer ministro y desde octubre de 1966 como Secretario General del Partido Baaz Árabe Socialista. En mayo de 1967 y el 3 de julio de 1969 visitó la Unión Soviética en visitas amistosas.
Se le consideraba en gran medida una figura ceremonial, con el poder real recaído en el Secretario General Adjunto, Salah Jadid. En 1970, fue derrocado junto con Salah Jadid en un golpe de Estado llevado a cabo por Haféz al-Ásad, su ministro de Defensa.

## Contexto

### Temprana edad y educación
Nureddin al-Atassi nació en Homs en 1929 proveniente de la famosa familia terrateniente siria, Al Atassi.Estudió medicina en la Universidad de Damasco. Durante sus estudios, en 1950, se unió al Partido Baaz en torno a Michel Aflaq y Salah ad-Din al-Bitar. Como estudiante, participó activamente políticamente contra la dictadura militar de Adib ash-Shishakli. Dirigió la organización del partido en la ciudad de Homs y luego fue miembro de la Dirección Nacional del Partido. 
En abril de 1953 fue detenido como consecuencia de estas actividades y encarcelado en Palmira y Damasco. Durante su detención inició una huelga de hambre y fue liberado en mayo del mismo año. En 1954, al comienzo de la Guerra de Argelia, se unió al FLN y sirvió allí como médico.

### Carrera

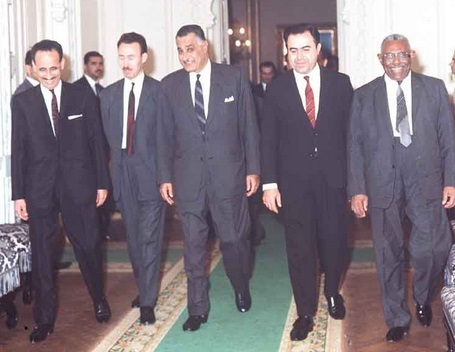
Jefes de Estado árabes en El Cairo para discutir conversaciones previas con líderes soviéticos. De izquierda a derecha: Abdul Rahman Arif de Irak, Houari Boumediene de Argelia, Gamal Abdel Nasser de Egipto, Atassi e Ismail al-Azhari de Sudán, julio de 1967.

Atassi era médico de formación y en esa capacidad ayudó a las fuerzas argelinas contra los franceses en la guerra de Independencia de Argelia. Atassi, un antiguo ideólogo del poderoso Partido Baaz, se convirtió en su Secretario General y en Presidente de la República en 1966.
Como representante del ala izquierda del Partido Baaz, tras la desintegración de la coalición baazista-nasserista en agosto de 1963, fue nombrado ministro del Interior durante el gobierno de Amin al-Hafiz, vice primer ministro en octubre de 1964 y, tras la destitución de Muhammad Umran, vicepresidente. Presidente desde septiembre de 1965 hasta diciembre de 1965 (ya que fue miembro del Consejo Presidencial en mayo de 1964 antes de ser sustituido como vicepresidente por Shibli al-Aysami. Después de otro golpe de izquierda dentro del partido el 25 de febrero de 1966 contra al-Hafiz, Atassi finalmente se convirtió en secretario general del Partido Baath sirio y presidente de Siria. En septiembre de 1967, Atassi también fue elegido secretario general de un recién formado liderazgo totalmente árabe del Baaz en Siria. También fue primer ministro desde el 29 de octubre de 1968, pero el general Salah Jadid fue el gobernante de facto de 1966 a 1969.
Los dos aliados políticos más importantes de Atassi eran Yusuf Zuayyin e Ibrahim Makhous, también médicos ("tres médicos") y representantes del ala izquierdista Baaz, mientras que el primo de Nureddin, Jamal al-Atassi, era uno de sus oponentes dentro del partido. Bajo Atassi, Zayyen actuó principalmente como primer ministro, Makhous como vice primer ministro y ministro de Asuntos Exteriores.
Salah Jadid, el entonces ministro de Defensa, Hafiz al-Assad, y el presidente Atassi se culparon mutuamente por la derrota en la guerra de los Seis Días en 1967. Jadid se quejó de que Assad había mantenido tropas de élite que se necesitaban con urgencia en Damasco a pesar de sus instigaciones y súplicas en el frente. Assad explicó que había recibido esta orden directamente de Atassi, quien temía un golpe interno baazista con la ayuda de los aliados iraquíes en Siria. Atassi, por su parte, se quejó de que ambos generales habían desobedecido al jefe de Estado civil. 
Después de la derrota, Atassi pidió a los presidentes de Egipto, Irak y Argelia en septiembre de 1967 que formaran un estado unitario de árabes socialistas con Siria, pero no logró encontrar un apoyo significativo para este proyecto en una reunión con sus homólogos en El Cairo en 1968. En junio de 1969, Atassi volvió a afirmar que Siria estaba planeando una “unión política con los Estados árabes progresistas, especialmente Egipto”, además de una alianza militar con Irak y Jordania. Al mismo tiempo, el presidente iraquí, Hasan al-Bakr, declaró que una unión iraquí-siria debe ser el comienzo de una unificación árabe.
La ruptura final entre Atassi, Jadid y Assad surgió en 1970 por la actitud de Siria hacia Septiembre Negro en Jordania. Después de un golpe conocido como "Movimiento Correctivo", Atassi fue reemplazado como presidente el 18 de noviembre de 1970 y como primer ministro el 21 de noviembre por militares alrededor de Assad que formaban parte del ala derecha del Partido Baaz y encarcelados sin juicio. (aunque algunas fuentes, por ejemplo Who's Who, inicialmente supusieron que huirían al exilio en Libia). Sus seguidores se escindieron bajo el liderazgo de Makhous como el "Partido Árabe Socialista Democrático Baaz" y se unieron al movimiento democrático de oposición de 1980. La mala salud de Atassi provocó su liberación en 1992, tras lo cual viajó a Francia para recibir tratamiento médico (finalmente infructuoso).

### Arresto y muerte
Tras el golpe de Estado del ministro de Defensa, Hafez el-Assad, fue detenido junto con Salah Jedid y otros miembros del gobierno, al-Atassi fue arrestado sin juicio tras el golpe de 1970. Luego fue trasladado a la prisión de Mezzeh en Damasco, donde vivió de 1970 a 1992, en que enfermó de cáncer; después de 22 años de prisión, fue puesto en libertad y dado de alta por motivos de salud. Voló a París para recibir tratamiento médico a expensas del gobierno de Francia el 22 de noviembre de 1992, y murió en un hospital en diciembre de 1992.
y encarcelado. Atassi fue puesto bajo arresto domiciliario sin juicio. Luego fue trasladado a la prisión militar de Mezze en Damasco, donde vivió de 1970 a 1992,. Murió cuando aun era tratado en un hospital en Neuilly-sur-Seine, el 3 de diciembre de 1992. Fue enterrado en su ciudad natal de Homs.

## Familia
Su hijo, Ali al-Atassi, es periodista y activista de derechos humanos. Junto con la hija de Jamal al-Atassi, Suheir, fundó un movimiento democrático (Foro Atassi) en 2000, que fue prohibido en 2001.

## Cultura popular
Nureddin al-Atasi figura como "N. Attasi (París)", quien participó en la creación, en los créditos de la película "Angels of Death", producida conjuntamente por las compañías cinematográficas "Mosfilm" (Rusia) y "Ghanem- película" (Siria). La misma ortografía de su nombre se encuentra en otras fuentes. Debido a que en los créditos de la película estrenada en 1993 junto a su nombre se indica "París", se ha difundido en Internet información errónea según la cual se menciona a Francia en lugar de Siria entre los países que crearon la película.

## Condecoraciones

### Honores sirios
- Gran Maestre de la Orden del Mérito Civil - cinta para uniforme ordinario Gran Maestre de la Orden del Mérito Civil.

### Honores extranjeros
- Orden de la Bandera Nacional de Primera Clase (Corea del Norte) — septiembre de 1969.[25]